# Charles Lindbergh

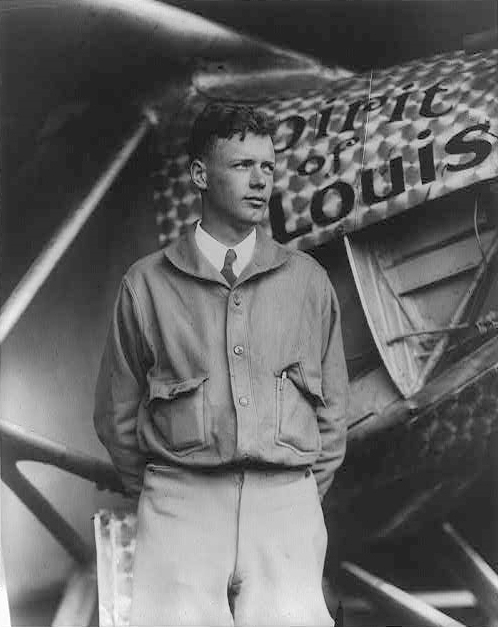
Charles Lindbergh với chiếc máy bay Spirit of St. Louis năm 1927

Charles Augustus Lindbergh (4 tháng 2 1902 - 26 tháng 8 1974) là một phi công, nhà văn, nhà phát minh và nhà thám hiểm người Mỹ. Quyển The Spirit of St. Louis của ông đã đoạt Giải Pulitzer cho tác phẩm Tiểu sử và Tự truyện năm 1954.
Vào ngày 20-21 tháng 5 năm 1927, Lindbergh, khi đó 25 tuổi là một phi công của đội bay đưa thư của Mỹ, đã từ một nhân vật vô danh trở thành tên tuổi nổi tiếng toàn cầu sau khi thực hiện thành công chuyến bay một mình đầu tiên không nghỉ (Còn chuyến bay vượt Đại Tây Dương đầu tiên là do hai phi công John Alcock và Arthur Whitten Brown thực hiện từ điểm xuất phát là Newfoundland và Labrador, Canada đến Galway, Cộng hòa Ireland trên chiếc máy bay Vickers Vimy, kéo dài liên tục gần 16 tiếng đồng hồ từ 1 giờ 45 phút chiều ngày 14 tháng 6 năm 1919 đến 4 giờ 18 phút sáng ngày 15 tháng 6 năm 1919) băng ngang Đại Tây Dương từ cánh đồng Roosevelt trên Long Island ở New York tới cánh đồng Le Bourget ở Paris (5.808,5 km) trên chiếc phi cơ một ghế, động cơ đơn Spirit of St. Louis
Sau chuyến bay lịch sử này, Lindbergh được trao huân chương cao quý nhất của quân đội Hoa Kỳ - Huân chương Danh dự.

## Đường đến vinh quang

### Thiếu thời và học vấn

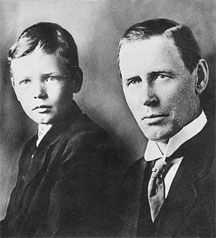
Charles A. Lindbergh và cha ông, khoảng năm 1910

Lindbergh sinh ra tại Detroit, Michigan, vào ngày February 4, 1902, và trải qua phần lớn tuổi thơ ở Little Falls, Minnesota, và Washington, D.C. Ông là con trai thứ ba của Charles August Lindbergh (tên khai sinh là Carl Månsson; 1859–1924), ba ông đã di cư từ Thụy Điển đến Melrose, Minnesota khi còn là một đứa trẻ sơ sinh, và đứa con trai duy nhất của ông với vợ thứ hai là Evangeline Lodge Land Lindbergh (1876–1954), tại Detroit. Ba mẹ Charles ly dị vào năm 1909 khi ông bảy tuổi. Ba của Lindbergh là một Nghị sĩ Hoa Kỳ (R-MN-6) từ năm 1907 đến năm 1917, và là một trong vài Nghị sĩ phản đối sự can dự của Hoa Kỳ vào Thế chiến I (mặc dù nhiệm kỳ của ông kết thúc một tháng trước sự kiện Thượng viện Hoa Kỳ tuyên bố chiến tranh với Đức).
Mẹ của Lindbergh là một giáo viên hóa học tại Trường Phổ thông Kỹ thuật Cass ở Detroit và sau là tại Trường Phổ thông Little Falls, nơi mà ông tốt nghiệp vào ngày 5 tháng 6 năm 1918. Lindbergh cũng theo học một tá những trường khác từ Washington, D.C., đến California, trong lúc thiếu thời và thiếu niên của ông, bao gồm Force School và Sidwell Friends School khi đang sống ở Washington với ba ông, và Redondo Union High School ở Redondo Beach, California, khi đang sống với mẹ ông ở đây. Mặc dù ông đăng ký học ở Đại học Kỹ thuật tại Đại học Wisconsin–Madison vào cuối năm 1920, Lindbergh nghỉ giữa chừng khi vào năm hai đại học và đi tới Lincoln, Nebraska, vào tháng 3 năm 1922 để bắt đầu luyện tập bay.

### Sự nghiệp hàng không thuở ban đầu

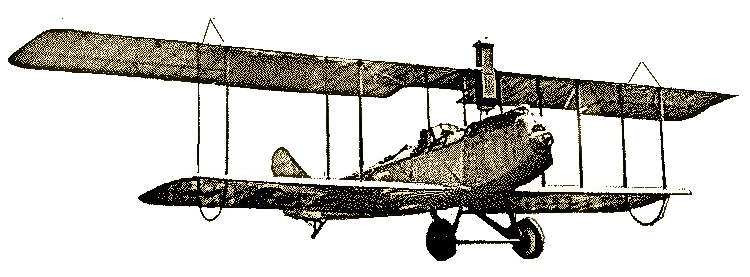
Máy bay hai tầng cánh Lincoln Standard J

Từ lúc còn nhỏ, Lindbergh đã bộc lộ sự thích thú với cơ cấu hoạt động của các phương tiện vận chuyển máy móc, bao gồm chiếc xe hơi của gia đình Saxon Six, và sau là chiếc xe máy Excelsior của ông. Khi ông bắt đầu học đại học ngành kỹ sư cơ khí, ông lại có thêm niềm đam mê bay lượn, dù rằng ông "chưa bao giờ được đến gần một chiếc máy bay để có thể chạm vào nó".

## Tác phẩm
- The Culture of Organs (cùng Alexis Carrel) (1938)
- Of Flight and Life (1948)
- The Wartime Journals of Charles A. Lindbergh (1970)
- Boyhood on the Upper Mississippi (1972)
- Autobiography of Values (1978)